# Todd Kerns
Todd Kerns (Estevan, 5 dicembre 1967) è un bassista, chitarrista e cantante canadese.
A partire dal 2010 ha preso parte al progetto solista di Slash, accompagnandolo anche nel tour mondiale.
Kerns ha formato la band Static in Stereo, della quale fanno parte i suoi fratelli John e Ryan e il batterista Scott MacCargar.
La band ha pubblicato il suo primo album nel 2002 e lo stesso anno ha vinto il premio come "miglior nuovo gruppo canadese".
Attualmente ha lasciato i suoi progetti per dedicarsi alla carriera solista di Slash, suonando il basso. Oltre a lui partecipano al progetto anche il cantante e chitarrista Myles Kennedy e il batterista Brent Fitz. Durante i concerti Kerns è anche solito cantare Doctor Alibi, brano registrata in studio da Lemmy Kilmister per il primo album solista di Slash, e Out Ta Get Me brano dei Guns N' Roses.
A partire dal 2021 fonda gli Heroes and Monsters affiancando il chitarrista Stef Burns ed il batterista Will Hunt.E con essi porta in giro Live in Italia il progetto per due Tour:
“Italian Invasion  Tour 2023” Febbraio
“Angels never Sleep” Summer Tour 2023 Luglio / Agosto

## Discografia

### Smash L.A.
- 1989/1990 - Law 'N' Authority

### The Age of Electric
- 1991 - The Latest Plague
- 1995 - The Age of Electric
- 1997 - Make a Pest a Pet

EP's
- 1990 - Electric
- 1993 - The Ugly EP
- 2017 - The Pretty EP

### Static in Stereo
- 2002 - Static in Stereo

### da Solista
- 2004 - Go Time!
- 2013 - Borrowing Trouble
- 2017 - TKO

### Slash
- 2010 - Slash

### Slash feat. Myles Kennedy & The Conspirators
- 2012 - Apocalyptic Love
- 2014 - World on Fire
- 2018 - Living the Dream
- 2022 - 4

Album live
- 2010 - Live in Manchester 3 July 2010
- 2012 - Made in Stoke 24/7/11
- 2015 - Live at the Roxy 9.25.14
- 2019 - Living the Dream Tour
- 2022 - Live at Studios 60

### Sin City Sinners
- 2010 - Exile On Freemont Street
- 2011 - A Sinners’ Christmas
- 2013 - Divebar Days Revisited

 EP's 
- 2010 - Broken Record
- 2013 - Christmas in Vegas

### Toque
- 2016 - Give'r
- 2019 - Never Enough

### Bob Kulick
- 2017 - Skeletons in the Closet

### Minefield
- 2021 - Not On Level

### The Tea Party
- 2021 - Blood Moon Rising

### Original Sin
- 2021 - Exile On Fremont Street: Ten Years In Exile

### Blackbird Angels
- 2023 - Solsorte

### Heroes and Monsters
- 2023 - Heroes and Monsters

### Sebastian Bach
- 2024 - Child Within the Man

### Varie
- 1991 - Z99 Streetrock '91 / C95 Cityworks '91
- 1997 - Matthew Good Band - Underdogs
- 1997 - Matthew Good Band – Lo-Fi B-Sides (EP)
- 1999 - Matthew Good Band – Beautiful Midnight
- 2000 - Zuckerbaby – Platinum Again
- 2000 - Horsey - Original Motion Picture Soundtrack
- 2002 - Buried Heart Project – The Streets Where You Live
- 2002 - Tuuli – Here We Go
- 2003 – Undressed: An Unmasked Tribute To Kiss
- 2005 - Neverending White Lights – Act 1: Goodbye Friends Of The Heavenly Bodies
- 2006 - Bif Naked – Superbeautifulmonster
- 2006 - Superbeing – Bright Idea
- 2014 - Red Dragon Cartel – Red Dragon Cartel
- 2020 - Ellefson – No Cover
- 2023 - Jason Bieler And The Baron Von Bielski Orchestra – Postcards From The Asylum